# Wilhelm Humser
Wilhelm Humser (* 12. November 1870 in Frankfurt am Main; † 19. Februar 1938 in Grünwald) war ein preußischer Generalstabsoffizier.

## Leben
1890 wurde Humser Mitglied des Corps Isaria. 1891 trat er als Einjährig-Freiwilliger in die Preußische Armee. 1892 wurde er Sekondeleutnant, 1901 Oberleutnant und 1908 Hauptmann. Nachdem er 1912 Kompaniechef im Infanterie-Regiment Nr. 173 geworden war, wurde er im März 1914 in den Großen Generalstab versetzt. Bei Ausbruch des Ersten Weltkriegs wurde er am 2. August 1914 als Zweiter Generalstabsoffizier beim Armee-Oberkommando 4 beordert und am 19. August zum Major befördert. Seit dem 7. Juni 1917 Chef des Generalstabs des Garde-Reserve-Korps, wurde er 16. Mai 1918 mit dem Orden Pour le Mérite ausgezeichnet. Zwei Monate vor dem Kriegsende, am 6. August 1918, wurde er Chef des Generalstabs der 4. Armee. Im Januar 1919 wurde er in den Generalstab des III. Armee-Korps überwiesen und am 8. Februar 1919 zum Chef des Generalstabs des IX. Armee-Korps ernannt. Am 30. September 1919 wurde er verabschiedet.
In München-Grünwald ist eine Straße nach ihm benannt.